# Cosmotron

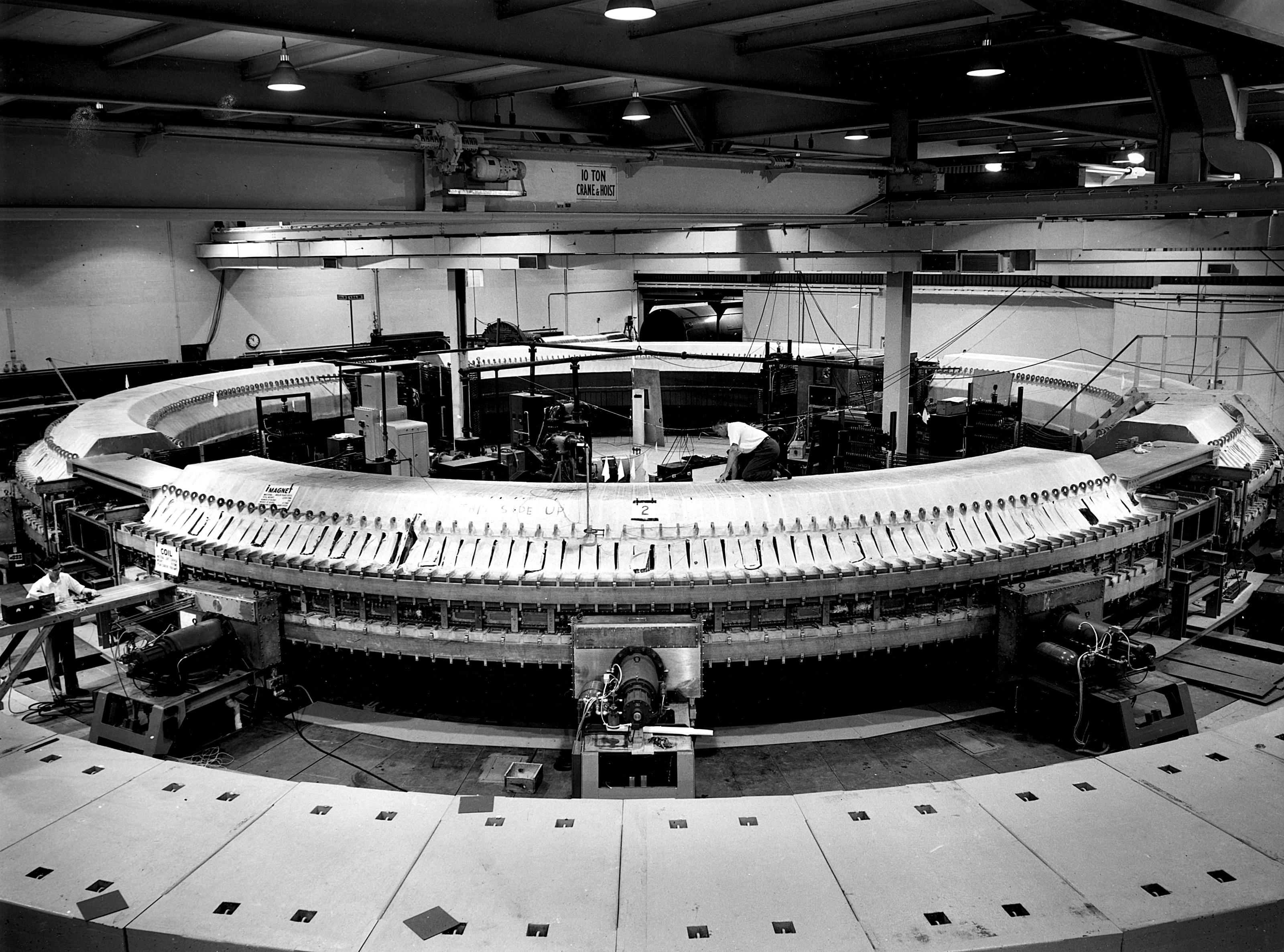
Das Cosmotron

Das Cosmotron war ein Synchrotron-Teilchenbeschleuniger von 23 m Durchmesser am Brookhaven National Laboratory in Brookhaven (New York), USA.

## Geschichte
Im April 1948 genehmigte die amerikanische Atomenergiebehörde AEC einen Plan zum Bau eines Protonen-Synchrotrons mit einer bis dahin unerreichten Protonenenergie von etwa 3 GeV. Teilchen dieser Geschwindigkeit waren bis dahin lediglich aus der kosmischen Strahlung bekannt, daher der Name Cosmotron.
Im Mai 1952 wurde eine Protonenenergie von 1 GeV, und im Januar 1953 die geplante Energie von 3,3 GeV erreicht.
Mit dem Cosmotron konnten die bis dahin aus der kosmischen Strahlung bekannten geladenen Mesonen sowie die sogenannten V-Teilchen erzeugt werden. Die Erforschung vieler Phänomene wurde so erheblich vereinfacht, so dass weitgehende Einblicke in den inneren Aufbau der Nukleonen möglich wurden.
Nach der Inbetriebnahme des weitaus leistungsfähigeren Alternating Gradient Synchrotrons im Juli 1960 verlor das Cosmotron langsam seinen Nutzen und wurde im Jahr 1966 abgeschaltet und im Jahr 1969 schließlich verschrottet.

## Technik

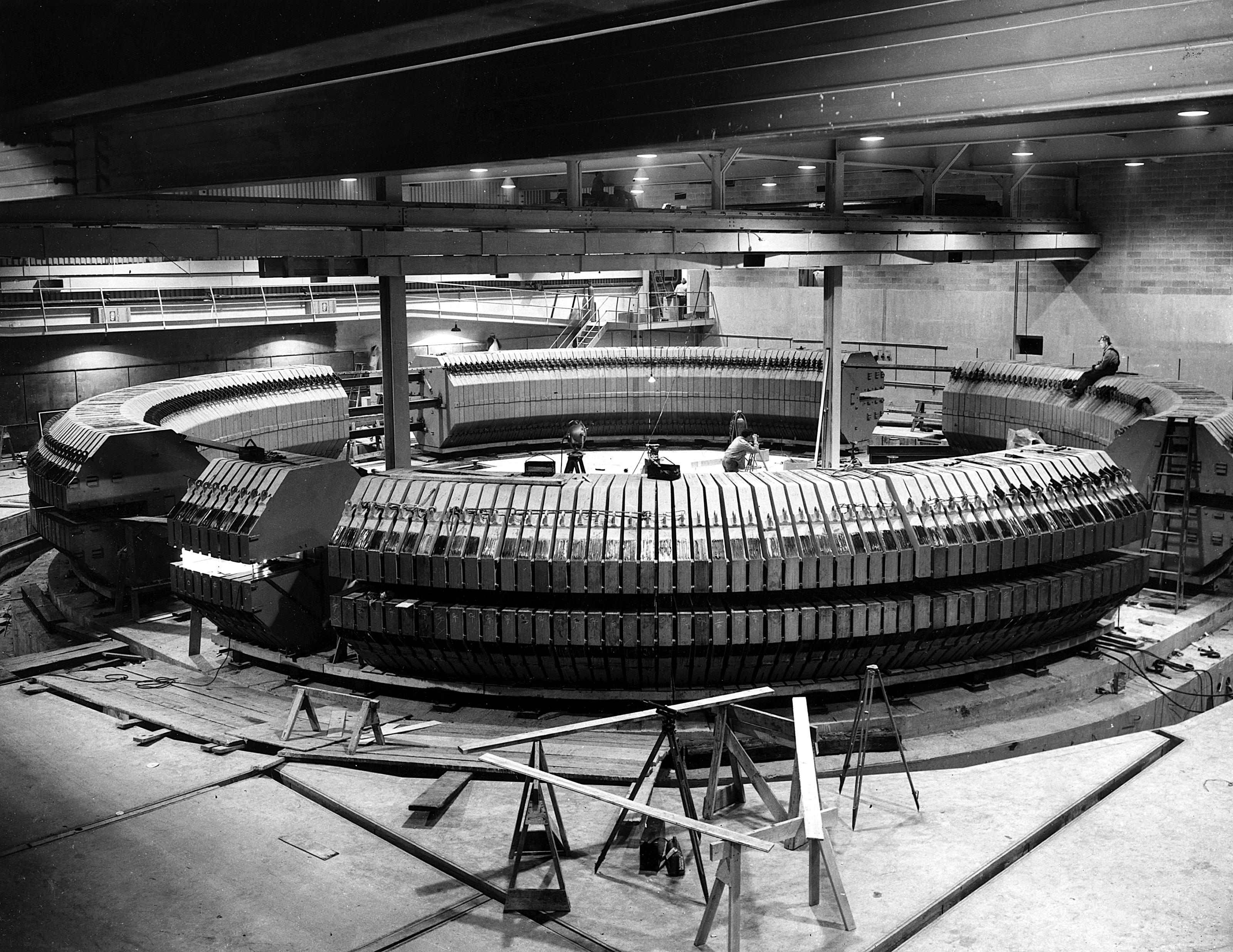
Während des Aufbaus des Eisenkerns im Jahre 1950.

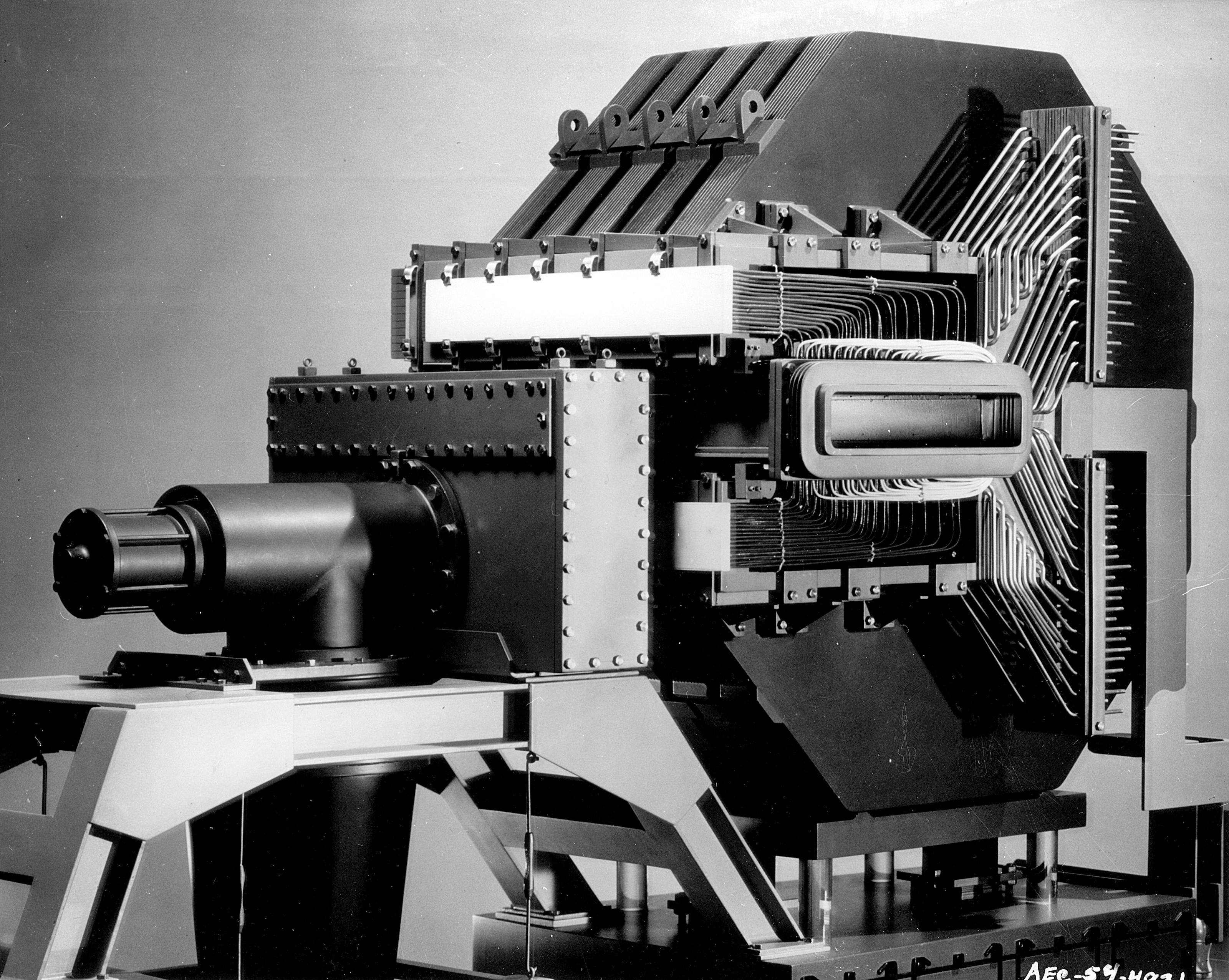
Modell eines Segments des Cosmotrons. Deutlich sichtbar ist der kastenförmige Querschnitt der Vakuumkammer.

Das Cosmotron wog etwa 1800 t und bestand aus 288 Elektromagneten mit C-förmigen Eisenkernen deren Spaltöffnung etwa 20 cm hoch und 60 cm tief war. Die Magnete waren in vier Segmenten ring-symmetrisch angeordnet, so dass innerhalb des evakuierten Umlaufrings ein magnetischer Feldgradient mit ringförmiger Symmetrie herrschte. Die umlaufenden Protonen wurden allein durch diesen Feldgradienten auf die vorgegebenen Flugbahn fokussiert, wozu allerdings eine große Ringkammer und daher große Magnete nötig waren. In den Beschleunigern der nächsten Generation, dem Alternating Gradient Synchrotron am BNL und dem Proton Synchrotron am CERN wurde die Fokussierung durch eine Methode wechselnder Feldgradienten entlang der Flugrichtung erheblich verfeinert, so dass dort Ringkammern und Magnete mit erheblich kleineren Querschnitten von etwa 5 cm zum Einsatz kommen konnten.
Neuartig am Cosmotron war, dass die beschleunigten Partikel radial aus dem Umlaufring zu den Experimenten ausgeschleust werden konnten, früher mussten Experimente in den Beschleuniger selbst eingebaut werden.